# Mandevilla nerioides
Mandevilla nerioides är en oleanderväxtart som beskrevs av R. F. Woodson. Mandevilla nerioides ingår i släktet Mandevilla och familjen oleanderväxter. Inga underarter finns listade i Catalogue of Life.